# جیمی نیل
جیمی نیل (انگلیسی: Jimmy Nail؛ زادهٔ ۱۶ مارس ۱۹۵۴) بازیگر، نویسنده، خواننده و نوازنده گیتار اهل انگلستان است.
از فیلم‌ها یا برنامه‌های تلویزیونی که وی در آن نقش داشته‌است می‌توان به اویتا، دنی، قهرمان جهان اشاره کرد.